# Herbert Scheffler
Herbert Scheffler (* 1899; † 1947) war ein deutscher Theater- und Hörspielautor sowie Theaterregisseur und Verfasser von Prosa und Literaturkritik.

## Leben
Beifall als Regisseur erntete er unter anderem 1925 für seine Inszenierung von Don Juan und Faust am Bremer Schauspielhaus, wo er des Öfteren Regie führte. Sein eigenes Kammerspiel Das Land im Rücken (1926), für das er den Bremer Schauspielpreis erhielt, bearbeitete er auch als Hörspiel.
Nach 1945 wirkte Scheffler in Hamburg. Weitere eigenständige Bühnenwerke, zum Teil nach ausländischen Dramatikern wie zum Beispiel Daudet, sind neben anderen Die Tantenkomödie und Penelope wartet (beide 1947).

## Einzelbelege
1. ↑  Heinrich Hart u. a. (Hrsg.): Kürschners deutscher Literaturkalender. Leipzig 1949, S. 539.
2. ↑  Wilhelm Berner u. a. (Bremer Theater-Gesellschaft): 33 Jahre Bremer Schauspielhaus im Spiegel der Zeitkritik. Schünemann 1956, S. 116 ff.
3. ↑  Rainer Strzolka: Abriss zur Geschichte des Hörspiels in der Weimarer Republik. Koechert 2004, S. 28.
4. ↑  Ludwig Fischer: Dann waren die Sieger da: Studien zur literarischen Kultur in Hamburg 1945–1950. Dölling und Galitz 1999.

| Personendaten    | Personendaten      |
| ---------------- | ------------------ |
| NAME             | Scheffler, Herbert |
| KURZBESCHREIBUNG | deutscher Autor    |
| GEBURTSDATUM     | 1899               |
| STERBEDATUM      | 1947               |